# زمین‌لرزه ۲۸ ژوئیه ۱۹۷۶ چین
زمین‌لرزه چین  در تاریخ ۲۸ ژوئیه ۱۹۷۶ میلادی، برابر با ‎۶ مرداد ۱۳۵۵، ساعت ۱۰:۴۵:۳۵ به زمان یوتی‌سی در چین رخ داد. ژرفای این زلزله ۱۷٫۹ کیلومتر بود، و بزرگی آن ۷ در مقیاس Mw اعلام شده‌است. زمین‌لرزه به وقت محلی در روز چهارشنبه، ساعت ۱۸ روی داده و منطقه زمانی آن یوتی‌سی +۸ بوده‌است .
سازمان زمین‌شناسی آمریکا نیز رومرکز این زمین‌لرزه را در مختصات ۳۹°۳۹′۵۰″شمالی ۱۱۸°۲۴′۰۴″شرقی / ۳۹٫۶۶۴°شمالی ۱۱۸٫۴۰۱°شرقی و ژرفای آن را در ۲۶ کیلومتر گزارش کرده‌است. بزرگی برگزیدهٔ این سازمان از میان بزرگیهای محاسبه‌شدهٔ مختلف ۷٫۴ در مقیاس Ms بوده و از دید اثر، در میان چهار دسته‌بندی «نامحسوس»، «محسوس»، «زیان‌آور» یا «با تلفات»، زلزله را «با تلفات» اعلام کرده‌است.
پروژهٔ «تنسور گشتاور مرکزوار» زاویه‌های (راستا، شیب، ریک) گسل سازندهٔ زمین‌لرزه و صفحه عمود بر آن را (°۷۲، °۴۴، °۱۱۰-) یا (°۲۷۹، °۴۹، °۷۱-) و نوع گسل را «عادی» فرارسانده‌است.